# Anampses melanurus
 Anampses melanurus és una espècie de peix de la família dels làbrids i de l'ordre dels perciformes.

## Morfologia
Els mascles poden assolir els 12 cm de longitud total.

## Distribució geogràfica
Es troba des d'Indonèsia fins a les Illes Marqueses, les Illes de la Societat, les Illes Ryukyu i l'Illa de Pasqua.